# Tina Séglé
Tina Séglé de son vrai nom Albertine Séglé, est une chanteuse béninoise née le 3 juillet 1970 près d'Abomey au Bénin.

## Biographie

### Enfance et études
Tina Séglé naît le 03 juillet 1970 dans le village d'Oungbègamey dans la commune de Djidja près d'Abomey. Issue d'une famille modeste, elle est bercée dans le monde de la musique grâce à son père. Ayant poursuivi ses études jusqu'au lycée dans la ville de Cotonou de 1985 à 1987, elle rejoint son père à Sakassou en Côte d'Ivoire afin de se faire former à la haute couture. Peu après, elle a déménagé à Treich-ville avec un ami pour s'améliorer. Au cours de ces trois années de séjour dans cette nouvelle ville, elle connaît des périodes difficiles. Tombée malade, elle a fini par retourner au Bénin, près de sa famille, où elle a été traitée. Après s'être rétablie, elle est retournée en Côte d'Ivoire pour reprendre son poste de couturière et vendre ses œuvres au marché d'Adjamé. Mais elle a finalement quitté la Côte d'Ivoire après avoir été touchée avec du plomb dans les jambes, victime d'une guerre à Abidjan. De retour au pays, elle décide d'abandonner son métier et de poursuivre une carrière musicale. En 2001, elle compose ses premiers chants pour la fanfare de son église. En 2009, elle a rencontré le musicien Daniel Pajan qui a boosté sa carrière musicale,,,,,.

## Genre musical
Tina Séglé joue de la musique traditionnelle tchinkounmè du centre du Bénin. Elle ajoute sa touche personnelle en s'inspirant d'un style plus littéraire et poétique. Elle chante habituellement en fon,,

## Discographie
Tina Séglé est l'auteur de trois albums,,,:  

### Albums
Elle réalise son premier album tradi-moderne (Moral) en 2010 avec le musicien français Daniel Pajan dans un studio au Bénin. Celui-ci l'invite alors en France pour enregistrer un deuxième album (Bonne arrivée) avec la collaboration du réalisateur français Thomas Picot qui sort finalement en 2011. Restant fidèle à son style traditionnelle, elle y ajoute des rythmes d'afro-pop ou afro-beat par endroits. Pour son troisième album, elle renouvelle sa collaboration avec le réalisateur français,,:  
- 2010: Moral
- 2011: Bonne arrivée
- 2013: Ma Terre